# 三池崇史
三池 崇史（みいけ たかし、1960年8月24日 - ）は、日本の映画監督。大阪府八尾市出身。「バイオレンスの巨匠」とも謳われている。既婚。

## 来歴・人物
幼少時代を三重県で過ごし、大阪工業大学高等学校時代はラグビーを行っていたが、入部した瞬間にレベルの違いを思い知って挫折。ラグビーを断念してバイクサーキットのライセンス取得に挑したが、走りにくい状態で前を走る人間を抜く欲求が生まれなかったため、これも断念。大学へ内部進学できなくなっていた三池は横浜放送映画専門学院（現・日本映画大学）に進学、横浜にあった今村昌平の私塾で映画を学ぶが、大師匠の大庭秀雄の映画に対する心構えの講義を聞いた際に自分は場違いなんじゃないかと感じてしまう。最終的に専門学校は卒業するがほとんど中退状態となり、横浜のディスコでアルバイトを行った。専門学校2年生の時に専門学校の先輩からテレビの仕事の手伝いを頼まれ、これを引き受けた。真面目に専門学校に行っている生徒は卒業制作を作っている時期ではあったため学校は先輩の依頼を一度断ったが、先輩が学校の先生に「まともに学校に行っていない生徒でもいいから紹介してくれ」と頼んだところ、その筆頭として三池の名前が挙がったというのが真相であり、学校の職員がアルバイト先のディスコまで来て依頼を持ちかけたという。卒業後、ディスコのアルバイトをそのままやっていくのはなんだからと、その先輩の手伝いを行うようになった。フリーの助監督として今村昌平、恩地日出夫、野田幸男、西村潔、井上梅次、舛田利雄、村川透らの現場に就いた後、1991年にビデオ映画『突風！ミニパト隊』で監督デビュー、1995年の『新宿黒社会』で初の劇場用オリジナル作品を手掛けた。以降、コメディからバイオレンス、ホラーなど多岐に渡るジャンルで制作活動を続ける。1998年に、『TIME』誌がこれから活躍が期待される非英語圏の監督として、ジョン・ウーと並び10位に選出。クエンティン・タランティーノ、イーライ・ロス、パク・チャヌクなど、海外の監督にも影響を与えた（『殺し屋1』など）。また、オマー・ロドリゲス・ロペス、フライング・ロータスなど、海外ミュージシャンにもファンが多いことでも知られる。『極道恐怖大劇場 牛頭』はVシネマとして初めてカンヌ国際映画祭に出品された。旧名は三池モバ。ジャンルを問わず「仕事は来たもん順で受ける」「映像化可能であれば、まず何でもやってみる」と公言しており、多作である。
三池のその映画制作スタイルは鮮烈な暴力描写を伴うため、しばしば論争を巻き起こすものの海外での評価は高い。2001年のトロント国際映画祭での『殺し屋1』の上映時には、エチケット袋を観客に配り、暴力描写が自分の持ち味であることをアピールした。海外での受賞は『極道戦国志 不動』でポルト国際映画祭審査員特別賞。『オーディション』でロッテルダム国際映画祭で国際批評家連盟賞とオランダジャーナリズム連盟賞。『カタクリ家の幸福』でジェルミナーレ国際ファンタスティック映画祭審査員特別賞。『牛頭』で第36回シッチェス・カタロニア国際映画祭審査員特別ビジュアルエフェクト賞など多数。フランシス・コッポラやウェイ・ワンがアジア人監督作品をプロデュースする企画に日本から参加が発表されるなど、ハリウッドからの引き合いもあったが、長期間携わる上に他の仕事に関わることを禁じる契約がある依頼は自分の気質には合わないため、断っているという。
2004年『IZO』（イゾウ）は、R-15指定。幕末時代の殺し屋・岡田以蔵をモチーフに、過去・未来を通じ、時間を超越した殺戮を繰り広げる様を描く。豪華な出演陣が話題となった。ヴェネチア国際映画祭に正式招待された。
2006年にはアメリカのケーブルテレビ局Showtimeが企画した、ホラー映画の巨匠13人によるオムニバステレビシリーズ『マスターズ・オブ・ホラー』の第1シーズンに、日本人唯一の参加を果たした。しかし、実際に三池が製作した『インプリント〜ぼっけえ、きょうてえ〜』（原作・岩井志麻子）はアメリカのテレビで最も表現規制が緩いとされる有料チャンネルの放送コードにさえ引っ掛かってしまう内容のもので、北米での放映は見送られることとなり、話題となった。また、日本では角川ヘラルド・ピクチャーズ（現・KADOKAWA）配給で映画館公開も計画されていたが、映倫が審査を拒否したため、映倫の審査が必要ないイメージフォーラムで単館上映した。
2007年11月、米『TIME』誌の調査による「Top 25 Horror Movies（ホラー映画ベスト25）」に唯一の日本映画として『オーディション』が選出された。
2014年、第9回ローマ国際映画祭ガラ部門にて、監督作品「神さまの言うとおり」が、日本人初の「マーベリック賞」を授与される事が決定された。
2015年、第6回オアハカ映画祭にて、監督作品『極道大戦争』で最優秀監督賞を受賞。
好きな映画監督は黒澤明、五社英雄、デヴィッド・リンチ、ポール・バーホーベン、デヴィッド・クローネンバーグ。好きな映画は『燃えよドラゴン』、『スターシップ・トゥルーパーズ』、『雲霧仁左衛門』、『闇の狩人』、『七人の侍』、『座頭市シリーズ（特に1962年の第1作目）』など。
最近は一般層向けの作品以外にも、漫画やアニメを原作とした作品の監督、女児向け特撮テレビドラマ「ガールズ×戦士シリーズ」（総監督）など、特定の需要に応えた作品のディレクションにも積極的に取り組んでいる。

## エピソード
- 押井守は気になる日本の映画監督に北野武と三池を挙げ「この2人のことは気になります。次は何をやらかすんだろうっていう面白さを感じさせる人たちです」とコメントしている[9]。
- 2017年3月にミュージシャンのMIYAVIと共に行った対談ではMIYAVIから「ボクの大好きな映画監督です」「人間って汚いものじゃないですか？ いま綺麗な映画が多いと思うんですけど、その汚さを日本人映画監督として、ポップ、マイノリティーではなく第一線として『どう表現するか？』というところで闘っている監督だと思っています」と評されている。同じ対談で三池は映画監督としての自身を「ボクには向上心がない。だから逆に言うとMIYAVIさんたちの世代って『ぬるい』っていう風に自覚せざるを得ない世代でしょ？ 我々はそう思ってなかったから」「俺はぬるい状況であったからこそ生きてられた。それを30ぐらいで監督になった時にかなり強く感じたんですよ」と評価している[2]。
- 現場と作品以外からはずっとなにかから逃げていると語る人物でもあり、大学進学の見込みが無くなった際もラジオで「大学落ちたら横浜放送映画専門学院!」というCMを聴いて、大学進学に失敗した自分の逃げ道として映画を学び始めた[2]。
- 現場では逃げ道がないため、俳優からの演技に関する質問には全部答えるなど熱心に仕事をこなすが、現場を離れると、資料としてプロデューサーから渡される映画に一切目を通さないなど、気の抜けた姿勢になる。ただし、娯楽としては映画を楽しんで観賞する性分である[2]。
- 『ひみつ×戦士 ファントミラージュ!』の出演陣は三池監督について最初は怖い印象であったが、実際には優しく和ませてくれる人物であり、演技指導でも自ら実演するなど具体的でわかりやすかったと述べている[10]。
- インタビュアーの吉田豪と、哀川翔との対談の中では哀川の武勇伝が幾つか語られているが、その中で三池監督の名前を出している。映画の現場で一番暴れるのは自分達俳優より監督だと発言しており、その中でも三池監督は「ハンパじゃない」と評している。
- 芸能界ではウッチャンナンチャンと、出川哲朗の専門学校の先輩であり、日本テレビ系列の世界の果てまでイッテQ!で共演した際は出川に三池先輩と呼ばれていた。

## 監督作品

### 映画
- 第三の極道（1995年1月17日公開、ヒーロー配給）
- 黒社会（大映配給）
  - 新宿黒社会 チャイナ マフィア戦争（英語版）（1995年8月26日公開）
  - 極道黒社会 RAINY DOG（英語版）（1997年6月28日公開）
  - 日本黒社会 LEY LINES（1999年5月22日公開）
- 極道戦国志 不動（1996年10月12日公開、ギャガ配給）
- 岸和田少年愚連隊
  - 岸和田少年愚連隊 血煙り純情篇 （英語版）（1997年6月21日公開、シネマ・ドゥ・シネマ配給）
  - 岸和田少年愚連隊 望郷（英語版）（1998年9月26日公開、松竹配給）
- 中国の鳥人（英語版）（1998年6月10日公開、シネマ・ドゥ・シネマ/セディック インターナショナル配給）
- アンドロメディア（1998年7月11日公開、松竹配給）
- BLUES HARP（英語版）（1998年7月15日公開、ボノボ/パノラマ・コミュニケーションズ配給）
- サラリーマン金太郎（1999年11月13日公開、東宝配給）
- DEAD OR ALIVE（大映配給）
  - DEAD OR ALIVE 犯罪者（1999年11月27日公開）
  - DEAD OR ALIVE 2 逃亡者（2000年12月2日公開）
  - DEAD OR ALIVE FINAL（2002年1月12日公開）
- オーディション（2000年3月3日公開、アートポート配給）
- 漂流街 THE HAZARD CITY（英語版）（2000年11月11日公開、東宝配給）
- ビジターQ（2001年3月17日公開、シネロケット配給）
- FAMILY
  - FAMILY（英語版）（2001年3月31日公開、エクセレントフィルム配給）兼 撮影
  - FAMILY2（英語版）（2001年製作、未公開）
- 天国から来た男たち（2001年6月16日公開、日活配給）
- 殺し屋1（2001年製作、日本/香港/韓国合作）
- カタクリ家の幸福（2002年2月23日公開、松竹配給）
- 熊本物語（英語版）（2002年7月20日公開）※2001年まで熊本限定で公開していた下記短編映画をオムニバス映画として全国公開。
  - 「隧穴幻想 トンカラリン夢伝説」(1998年、熊本県玉名郡菊水町/財団法人日本宝くじ協会助成事業)
  - 「鞠智城物語 防人たちの唄」(1998年、熊本県立装飾古墳館)
  - 「おんな国衆一揆」(2002年、熊本県玉名郡三加和町/財団法人日本宝くじ協会助成事業)
- 荒ぶる魂たち（英語版）（2002年3月30日公開、大映配給）
- 新・仁義の墓場（英語版）（2002年6月22日公開、大映配給）
- MPD-PSYCHO/FAKE MOVIE REMIX EDITION（2002年7月6日公開、物語環境開発配給）演出 ※2000年放送のテレビドラマ「多重人格探偵サイコ/雨宮一彦の帰還」の再編集劇場版。映画自体には関わっていない。
- 金融破滅ニッポン 桃源郷の人々（英語版）（2002年9月7日公開、大映配給）[11]
- 実録・ 安藤昇侠道伝 烈火（英語版）（2002年9月21日公開、東映ビデオ配給）
- SABU 〜さぶ〜（2002年10月5日公開、キネマ旬報社配給）※同年放送のテレビドラマの再編集劇場版
- 許されざる者（2003年3月29日公開、シネマパラダイス配給）
- 極道恐怖大劇場 牛頭 GOZU（2003年）
- 美しい夜、残酷な朝 （2004製作、香港/日本/韓国合作）
- 着信アリ（2004年1月17日公開、東宝配給）
- ゼブラーマンシリーズ（東映配給）
  - ゼブラーマン（2004年2月14日公開）
  - ゼブラーマン -ゼブラシティの逆襲-（2010年5月1日公開）
- IZO（2004年8月21日公開、チームオクヤマ配給）
- インプリント〜ぼっけえ、きょうてえ〜（2005年製作、アメリカ映画）※レイトショーのみでの上映
- 妖怪大戦争（2005年8月6日公開、松竹配給）兼 脚本
- WARU（2006年2月25日公開、真樹プロダクション配給）
- 46億年の恋（2006年8月26日公開、エスピーオー配給）
- 太陽の傷（2006年9月16日公開、シネマパラダイス配給）
- 龍が如く 劇場版（2007年3月3日公開、東映配給）
- スキヤキ・ウエスタン ジャンゴ（2007年9月15日公開、ソニー・ピクチャーズ エンタテインメント配給）兼 脚本
- クローズ（東宝配給）
  - クローズZERO（2007年10月27日公開）
  - クローズZERO II（2009年4月11日公開）
- 神様のパズル（2008年6月7日公開、東映配給）
- ヤッターマン（2009年3月7日公開、松竹/日活配給）
- 十三人の刺客（2010年9月25日公開、東宝配給）
- 忍たま乱太郎（2011年7月23日公開、ワーナー・ブラザース映画配給）
- 一命（2011年10月15日公開、松竹配給）
- 逆転裁判（2012年2月11日公開、東宝配給）
- 愛と誠（2012年6月16日公開、角川映画・東映配給）
- 悪の教典（2012年11月10日公開、東宝配給）兼 脚本
- 藁の楯 わらのたて（2013年4月26日公開、ワーナー・ブラザース映画配給）
- 土竜の唄（東宝配給）
  - 土竜の唄 潜入捜査官REIJI（2014年2月15日公開）
  - 土竜の唄 香港狂騒曲（2016年12月23日公開）
  - 土竜の唄 FINAL（2021年11月19日公開）
- 喰女-クイメ-（2014年8月23日公開、東映）
- 神さまの言うとおり（2014年11月15日公開、東宝配給）
- 風に立つライオン（2015年3月14日公開、東宝配給）
- 極道大戦争（2015年6月20日公開、日活配給）
- テラフォーマーズ（2016年4月29日公開、ワーナー・ブラザース映画配給）
- 無限の住人（2017年4月29日公開、ワーナー・ブラザース映画配給）
- ジョジョの奇妙な冒険 ダイヤモンドは砕けない 第一章（2017年8月4日公開、東宝 / ワーナー・ブラザース映画配給）
- ラプラスの魔女（2018年5月4日公開、東宝配給）
- その瞬間、僕は泣きたくなった-CINEMA FIGHTERS project-「Beautiful」（2019年11月8日、LDH PICTURES配給）
- 初恋 FIRST LOVE（2020年2月28日公開、東映配給）[12]
- 劇場版 ひみつ×戦士 ファントミラージュ! 〜映画になってちょーだいします〜（2020年7月23日公開、KADOKAWA / イオンエンターテイメント配給）
- 劇場版 ポリス×戦士 ラブパトリーナ! ～怪盗からの挑戦！ ラブでパパッとタイホせよ！～（2021年5月21日公開、KADOKAWA/イオンエンターテイメント配給）
- 妖怪大戦争 ガーディアンズ（2021年8月13日公開、東宝 / KADOKAWA配給）
- 怪物の木こり（2023年12月1日公開、ワーナー・ブラザース映画配給）[13]
- BLUE FIGHT 〜蒼き若者たちのブレイキングダウン〜（2025年1月31日公開、ギャガ / YOAKE FILM配給）
- でっちあげ〜殺人教師と呼ばれた男（2025年6月27日公開、東映配給）
- Bad Lieutenant: Tokyo（TBA）

### テレビドラマ
- 疾走フェラーリ250GTO/ラスト・ラン〜愛と裏切りの百億円（1992年、テレビ東京）
- 天然少女 萬（WOWOW）
  - 天然少女 萬（1999年）
  - 天然少女萬NEXT-横浜百夜篇（1999年）
- 多重人格探偵サイコ/雨宮一彦の帰還（2000年、WOWOW）- 兼 脚本※再編集され劇場公開（ただし監督は別人）
- SABU 〜さぶ〜（2002年、名古屋テレビ）※再編集され劇場公開
- パートタイム探偵（テレビ東京）
  - パートタイム探偵（2002年）
  - パートタイム探偵2（2004年、テレビ東京）
- 交渉人（2003年、WOWOW）
- ウルトラマンマックス（2005年、中部日本放送）- 監督・特技監督、第15話・第16話
- ケータイ捜査官7（2008年、テレビ東京）- シリーズ監督、監督：第1話・第23話・第45話
- QP（2011年、日本テレビ）- 監督
- ガールズ×戦士シリーズ（2017年 - 、テレビ東京）- 総監督
  - アイドル×戦士 ミラクルちゅーんず!（2017年 - 2018年）- 監督：第1話・第2話
  - 魔法×戦士 マジマジョピュアーズ!（2018年 - 2019年）- 監督：第1話・第2話
  - ひみつ×戦士 ファントミラージュ!（2019年 - 2020年）- 監督：第1話・第2話・第25話・第26話
  - ポリス×戦士 ラブパトリーナ!（2020年 - 2021年）- 監督：第1話・第2話
  - ビッ友×戦士 キラメキパワーズ!（2021年 - ）- 監督：第1話・第2話・第3話
- リズスタ -Top of Artists!-（2022年 - 、テレビ東京）- 総監督
- コネクト（2022年、Disney+）
- 警部補ダイマジン（2023年、テレビ朝日）- 監督：第1話・第2話・第3話・第5話・第7話・第8話
- 新・暴れん坊将軍（2025年1月4日、テレビ朝日）

### オリジナルビデオ
- レディハンター/殺しのプレリュード（英語版）（1991年製作）
- 突風!ミニパト隊/アイキャッチジャンクション（英語版）（1991年製作）
- 人間兇器/愛と怒りのリング（英語版）（1992年製作）
- ボディガード牙
  - ボディガード牙（1993年製作）
  - 修羅の黙示録 ボディガード牙（英語版）（1994年製作） ※DVD題は「ボディガード牙2 修羅の黙示録」
  - 修羅の黙示録2 ボディガード牙（英語版）（1995年製作）
- 俺達は天使（カタギ）じゃない
  - 俺達は天使（カタギ）じゃない（1993年製作）
  - 俺達は天使（カタギ）じゃない2（1993年製作）
- なにわ遊侠伝（英語版）（1995年製作）
- 新宿アウトロー（英語版）（1994年製作）
- 新・第三の極道
  - 新・第三の極道 勃発関西極道ウォーズ!!（1995年製作）
  - 新・第三の極道II（1995年製作）
- 仁義なき野望
  - 仁義なき野望（英語版）（1996年製作）
  - 仁義なき野望2（英語版）（1997年製作）
- 大阪最強伝説 喧嘩の花道（1996年製作）
- ピイナッツ -落華星-（1996年製作）
- FULL METAL 極道（1997年製作）
- シルバー (映画)（英語版）（1999年製作）
- 鬼哭 KIKOKU（英語版）（2003年製作）
- 極道恐怖大劇場 牛頭（ごず）（2003年製作）
- 探偵物語（英語版）（2007年9月29日公開、真樹プロダクション配給）

### Webドラマ
- ミッドナイト（2024年3月6日公開、Apple Japan YouTubeチャンネル）[14] - 監督・出演

### MV
- 吉川晃司
  - PANDORA
  - 恋のジェリーフィッシュ
  - The Gundogs

### 舞台
- 夜叉ヶ池（2004年）主演：武田真治
- 座頭市（2007年）出演：哀川翔 阿部サダヲ 遠藤憲一
- 醉いどれ天使（2021年）出演：桐谷健太 高橋克典
- 六本木歌舞伎シリーズ
  - 『座頭市（仮）』（2017年）[15]
  - 『座頭市、新解釈。』（2018年）
  - 『羅生門』（2019年）

### アニメ
- 平和への誓約（うけい） ※下記で公開されていた短編アニメ2作をDVD収録。
  - 山鹿灯籠（2007年、熊本県立装飾古墳館）
  - 松尾敬宇とその母（2007年、熊本県立装飾古墳館）
- プチプチ・アニメ「ころがし屋のプン」（2016年、NHK Eテレ） - 監督・著作・主人公 プンの声も担当[16]。
- 鬼武者（2023年、Netflix） - 総監督[17][18]
- ニャイト・オブ・ザ・リビングキャット（2025年） - 総監督・音響監督

### PV
- タベオウジャ（2020年）- 監督

## 出演作品
映画
- 荒ぶる魂たち（2002年3月30日公開、大映配給、三池崇史監督） - 白根組組員 ※三池モバ名義
- 地球で最後のふたり（2003年製作、タイ/日本/オランダ/フランス/シンガポール合作、ペンエーグ・ラッタナルアーン監督）
- 恋の門（2004年10月9日公開、アスミック・エース配給、松尾スズキ監督） - イメクラ店長
- ホステル（2005年製作、アメリカ映画、イーライ・ロス監督）※特別出演
- 隣人13号（2005年4月2日公開、メディア・スーツ配給、井上靖雄監督） - 金田 ※友情出演
- 劇場版 どうぶつの森（2006年12月16日公開、東宝配給、志村錠児監督） - ラコスケ（声の出演）

オリジナルビデオ
- 恐怖!!寄生虫館の三姉妹（1996年製作、宮坂武志監督） - 黛家父親 ※特別出演 ※三池ドコモ名義
- 蘇える金狼2 復活篇（1998年製作、渡辺武監督）※三池ドコモ名義
- 広島やくざ戦争 完結編（2000年） - 呉 コジマ組幹部 ミヤモリテルオ
- 体警備員 裂かれた制服（2001年製作、熊沢尚人監督）※特別出演
- 岸和田少年愚連隊 カオルちゃん最強伝説 EPISODE FINAL STAND BY ME（2002年、宮坂武志監督） - 阪神タイガースのキャップを被ったおっさん ※特別出演
  - 岸和田少年愚連隊 カオルちゃん最強伝説 妖怪地獄（2004年） - ロク（故買屋）※三池イエロー名義
  - 岸和田少年愚連隊 カオルちゃん最強伝説 マレーの虎（2005年） - ロク（故買屋）※三池イエロー名義
- 極道刑事（2003年製作、佐藤佐吉監督）

テレビドラマ
- 天地人（2009年、NHK大河ドラマ） - 刈安兵庫
- QP第5話（2011年11月2日、日本テレビ） - 鬼頭 ※三池タカシ名義
- 相棒 Season10 第16話「宣誓」（2012年2月15日、テレビ朝日） - 龍翠会幹部 高梨宣夫

テレビ番組
- スタジオパークからこんにちは（2010年9月17日、NHK）

OVA
- 殺し屋1 THE ANIMATION EPISODE 0（2002年製作、石平信司監督） - 垣原

コンピュータゲーム
- ノーモア★ヒーローズ2 デスパレート・ストラグル（2010年） - 本人役（声の出演）
- ノーモア★ヒーローズ3（2022年） - 本人役（声の出演）

テレビアニメ
- プチプチ・アニメ『ころがし屋のプン』（2016年3月21日、NHK） - プン

## その他の参加作品

### 映画
- この愛の物語（1987年9月12日公開、松竹富士配給、舛田利雄監督）セカンド助監督
- トップ・ファイター（1988年12月3日公開、松竹富士配給、中島芳人監督）助監督
- 黒い雨（1989年5月13日公開、東映配給、今村昌平監督）助監督
- ペエスケ ガタピシ物語（1990年5月12日公開、松竹配給、後藤秀司監督）助監督
- 四万十川（1991年12月7日公開、ヘラルド/ヘラルド・エース配給、恩地日出夫監督）助監督
- 難波金融伝・ミナミの帝王 スペシャル劇場版 ローンシャーク…追い込み（1995年7月1日公開、ケイエスエス配給、萩庭貞明監督）プロデュース

### テレビドラマ
- 加山雄三のブラック・ジャック（1981年、テレビ朝日）助監督
- 闇を斬れ（1981年、関西テレビ）助監督
- 天国と地獄の美女（1982年、テレビ朝日）助監督
- 父と娘（1983年、読売テレビ）助監督
- 還らざる海（1983年、TBS）助監督
- ザ・ハングマン シリーズ3 - 6（1983年 - 1987年、朝日放送）演出助手
- 特命刑事ザ・コップ（1985年、朝日放送）助監督
- 迷宮課刑事おみやさん（1985年、朝日放送）監督助手
- 白の死刑（1986年、テレビ朝日）助監督(石鐵県死刑囚蘇生事件を題材)
- 墓場から生きかえった男（1988年、テレビ朝日）助監督
- 心中の構図 夫が私を殺そうとしている（1990年、フジテレビ）監督助手
- 父と子の疑惑（初放送時期不明、フジテレビ）助監督
- 西遊記（1993年、日本テレビ）ラインプロデューサー
- ダムド・ファイルシリーズ（2003年7月4日放送開始、名古屋テレビ）オープニング・タイトル
- 彼岸島（2013年、MBS）総監修

### オリジナルビデオ
- 闇金の帝王 銀と金2（1993年製作、中原俊監督）プロデューサー、出演
- 極道ジハード 〜聖戦〜（2002年製作、横井健司監督）監修
  - 極道ジハードII 〜聖戦〜（2002年製作、横井健司監督）監修
  - 極道ジハードIII 〜聖戦〜（2002年製作、横井健司監督）監修
- 龍が如く 〜序章〜（2006年製作、宮坂武志監督）総合監督

### 歌舞伎
- 地球投五郎宇宙荒事 （2015年2月、EXシアター六本木） 演出[19]